# Santa Rosa Heights
Santa Rosa Heights es una localidad de Trinidad y Tobago, que forma parte de la región de Tunapuna-Piarco.

## Geografía
La localidad abarca parte de la isla Trinidad y limita al norte con Pinto Road, al sur con Tumpuna Road (localidad perteneciente al borough de Arima) y Wallerfield, al este con Pinto Road y Wallerfield y al oeste con Tumpuna Road.

## Demografía
Datos demográficos de la localidad de Santa Rosa Heights:
| Gráfica de evolución demográfica de Santa Rosa Heights entre 2000 y 2011 |
|                                                                          |